# Лавандейра (Токантинс)

Лавандейра на карте штата.

Лавандейра (порт. Lavandeira) — муниципалитет в Бразилии, входит в штат Токантинс. Составная часть мезорегиона Восточный Токантинс. Входит в экономико-статистический микрорегион Дианополис. Население составляет  1 605 человек на 2010 год. Занимает площадь 519,614 км². Плотность населения — 3,09 чел./км².

## Демография
Согласно сведениям, собранным в ходе переписи 2010 г. Национальным институтом географии и статистики (IBGE), население муниципалитета составляет:
| Полное население                               | Полное население                               | Полное население                               | Полное население                               | 1 605 |
| ---------------------------------------------- | ---------------------------------------------- | ---------------------------------------------- | ---------------------------------------------- | ----- |
| в том числе:                                   | Городское население                            | 1 023                                          | Процент городского населения, %                | 63,74 |
|                                                | Сельское население                             | 582                                            | Процент сельского населения, %                 | 36,26 |
|                                                | Мужское население                              | 838                                            | Процент мужского населения, %                  | 52,21 |
|                                                | Женское население                              | 767                                            | Процент женского населения, %                  | 47,79 |
| Плотность населения, чел/км²                   | Плотность населения, чел/км²                   | Плотность населения, чел/км²                   | Плотность населения, чел/км²                   | 3,09  |
| Население муниципалитета в % к населению штата | Население муниципалитета в % к населению штата | Население муниципалитета в % к населению штата | Население муниципалитета в % к населению штата | 0,12  |

По данным оценки 2016 года население муниципалитета составляет 1 814 жителей.

## Статистика
- Валовой внутренний продукт на 2003 составляет 3.377.957,00 реалов (данные: Бразильский институт географии и статистики).
- Валовой внутренний продукт на душу населения на 2003 составляет 2.777,93 реалов (данные: Бразильский институт географии и статистики).
- Индекс развития человеческого потенциала на 2000 составляет 0,597 (данные: Программа развития ООН).

## Важнейшие населенные пункты
| № | Населённый пункт | Населённый пункт (порт.) | Категория | Население чел. (2010) | На карте                        |
| - | ---------------- | ------------------------ | --------- | --------------------- | ------------------------------- |
| 1 | Лавандейра       | Lavandeira               | город     | 1 023                 | 12°47′22″ ю. ш. 46°30′24″ з. д. |